# Ashbel Green Simonton
Ashbel Green Simonton (West Hanover, 20 de janeiro de 1833 – São Paulo, 9 de dezembro de 1867) foi um pastor presbiteriano e missionário estadunidense, fundador da Igreja Presbiteriana do Brasil. Morreu com apenas 34 anos.

## Biografia
Nasceu no sul da Pensilvânia e passou a infância na fazenda da família, denominada Antigua. Eram seus pais o médico e político William Simonton e D. Martha Davis Snodgrass (1791-1862), filha de um pastor presbiteriano. Ashbel era o mais novo de nove irmãos. Os irmãos homens (William, John, James, Thomas e Ashbel) costumavam denominar-se os "quinque fratres" (cinco irmãos). Um deles, James Snodgrass Simonton, quatro anos mais velho que Ashbel, viveu por três anos no Brasil e foi professor na cidade de Vassouras, no Rio de Janeiro. Uma das quatro irmãs, Elizabeth Wiggins Simonton (1822-1879), conhecida como Lille, veio a casar-se com o Rev. Alexander Latimer Blackford, vindo com ele para o Brasil.
Em 1846, a família mudou-se para Harrisburg, a capital do estado, onde Ashbel concluiu os estudos secundários. Após formar-se na Faculdade de Nova Jersey (a futura Universidade de Princeton), em 1852, o jovem passou cerca de um ano e meio no Mississipi, trabalhando como professor. Voltando para o seu estado, teve profunda experiência religiosa durante um avivamento em 1855 e ingressou no Seminário Teológico de Princeton, fundado em 1812.  No primeiro semestre de estudos, ouviu na capela do seminário um sermão do Dr. Charles Hodge, um dos seus professores, que despertou o seu interesse pela obra missionária no exterior. Concluídos os estudos, foi ordenado em 1859 e chegou ao Brasil no dia 12 de agosto do mesmo ano.
Pouco depois de organizar a Igreja Presbiteriana do Rio de Janeiro, em conjunto com o reverendo Alexander Blackford (12 de janeiro de 1862), o jovem missionário seguiu em viagem de férias para os Estados Unidos, vindo a casar-se com Helen Murdoch, em Baltimore. Regressaram ao Brasil em julho de 1863. No fim de junho do ano seguinte, Helen faleceu nove dias após o nascimento da sua filhinha, que recebeu o seu nome, Helen Murdoch Simonton, a filha única do Rev. Simonton. Com o passar dos anos, Simonton criou o jornal Imprensa Evangélica (1864), organizou o Presbitério do Rio de Janeiro (1865) e fundou o Seminário Primitivo (1867), este último localizado em um edifício de vários pavimentos junto ao Campo de Santana.
No final de 1867, sentindo-se adoentado, o missionário pioneiro seguiu para São Paulo, onde sua irmã e seu cunhado criavam a pequena Helen. Seu estado de saúde agravou-se e ele veio a falecer no dia 9 de dezembro, acometido de "febre biliosa", conforme consta do seu registro de sepultamento. Seu túmulo foi um dos primeiros do ainda recente Cemitério dos Protestantes, no bairro da Consolação. Anos depois, foram sepultados perto dele os ossos do ex-padre reverendo José Manuel da Conceição (1822-1873). Simonton e Conceição, um estadunidense e um brasileiro, foram os personagens mais notáveis dos primórdios do presbiterianismo no Brasil.

## No cinema
- Em 18 de dezembro de 2012, foi lançado o filme de curta metragem O Diário de Simonton, baseado em notas do diário pessoal do missionário. O filme foi dirigido por Jader Gudin e Joel Yamaji.[1][2]